# Amparo Pacheco
Amparo Pacheco (La Solana, 30 de noviembre de 1924- Madrid, 27 de abril de 2017)fue una actriz española de televisión. Sus papeles más conocidos han sido Sagrario en Cuéntame cómo pasó, Marita en Manolo y Benito Corporeision, Matilde en La que se avecina y Brígida en A tortas con la vida.

## Biografía
Desde bien joven, supo que su camino era el del espectáculo y, con 16 años empezó actuando en teatros en Madrid. Pero, con lo que de verdad saltó a la fama fue en 2002, a sus 77 años en la serie de televisión Cuéntame cómo pasó interpretando a varios personajes. También interpretó a Marita en Manolo y Benito Corporeision, Amparo en Aquí no hay quien viva y a Matilde en un capítulo de La que se avecina.
Estuvo casada con el actor Manuel Salamanca con el que tuvo un hijo, el también actor Manolo Cal. 
Murió a los 92 años.

## Filmografía

### Televisión
| Año         | Título                       | Papel    | Notas                                                                |
| ----------- | ---------------------------- | -------- | -------------------------------------------------------------------- |
| 2002 - 2016 | Cuéntame cómo pasó           | Sagrario | Recurrente                                                           |
| 2003 - 2004 | Aquí no hay quien viva       | Amparo   | Recurrente                                                           |
| 2005 - 2006 | A tortas con la vida         | Brígida  | Papel principal                                                      |
| 2006 - 2007 | Manolo y Benito Corporeision | Marita   | 12 episodios                                                         |
| 2008        | El síndrome de Ulises        | -        | Episodio: Arriba las manos                                           |
| 2008        | La que se avecina            | Matilde  | Episodio: Un condenado, un embarazo fantasma y un verano sin piscina |
| 2012        | Stamos okupa2                | -        | Episodio: El korto                                                   |

### Cine
| Año  | Título          | Papel  | Notas |
| ---- | --------------- | ------ | ----- |
| 2003 | Pacto de brujas | Isidra |       |